# Battle Isle 3: Schatten des Imperators
Battle Isle 3: Schatten des Imperators (in Nordamerika als Battle Isle 2220: Shadow of the Emperor und Battle Isle 3: Shadow of the Emperor in Europa) ist ein rundenbasiertes Strategiespiel, das von Blue Byte entwickelt und 1995 für Microsoft Windows erschien. Es ist der Nachfolger zu Battle Isle 2 und der letzte von Blue Byte selbst entwickelte Teil. Mit Battle Isle: Der Andosia-Konflikt existiert ein vierter Teil der Serie. Im Jahr 2000 erschien es erneut in Form einer Computerspielsammlung Battle Isle: Platinum. Diese wurde auf GOG.com und Ubisoft Connect digital wiederveröffentlicht.

## Handlung
Die Handlung schließt an die Vorgänger und die Romane an. Die künstliche Intelligenz Titan ist mittlerweile besiegt. Die Drulls haben die Vorherrschaft auf dem Planeten Chromos übernommen und der von der Erde verschleppte Feldherr ist im Ruhestand. Sein Sohn Ben regiert nun mit eiserner Hand und unterdrückt das Volk der Kais. Deren Botschafterin Caro verlässt die drullische Hauptstadt nach einem offenen Streit im Parlament. Ihr Flugzeug stürzt auf einer Insel ab, auf der der letzte der zwölf Imperatoren im Exil lebt. Gemeinsam starten sie eine Militäraktion gegen Ben Harris.

## Rezeption
Für den Durchschnittsspieler sei Battle Isle 3 viel zu komplex, aber für Fans genau richtig austariert. Technisch sei es ein großer Sprung nach vorn. Schwachstellen des Vorgängers seien konsequent ausgemerzt und zeitgemäßer geworden. Die Fenstertechnik und die FMV-Sequenzen hingegen seien überflüssig. Missionen seien deutlich intelligenter gestaltet. Die Farbwahl der Hintergründe sei kontrastarm und auf höheren Auflösungen schwer zu unterscheiden. Der Fokus liege zu stark auf dem Multimedia-Trend. Im Vergleich zu Command & Conquer oder Panzer General trete Battle Isle 3 spielerisch auf der Stelle. Es fehlen Komfortfunktionen wie Kampfvorschau oder eine Rückgängigmachenfunktion. Die 3D-Animationen seien schön anzusehen, aber bringen keinen spielerischen Nutzen. Es handele sich um einen inhaltlich kaum veränderten, grafisch aufpolierten, dabei aber nicht mehr sehr so gut spielbaren Strategieklassiker.